# .jm
.jm è il dominio di primo livello nazionale assegnato alla Giamaica.